# Jermaine Anderson
Jermaine "Tuffy" Anderson (sinh ngày 22, tháng 2 năm 1979 ở Falmouth) là một cầu thủ bóng đá người Jamaica thi đấu cho Waterhouse.

## Danh hiệu
Waterhouse FC
- Cúp Vô địch JFF: 2013[2]